# Trabajadera

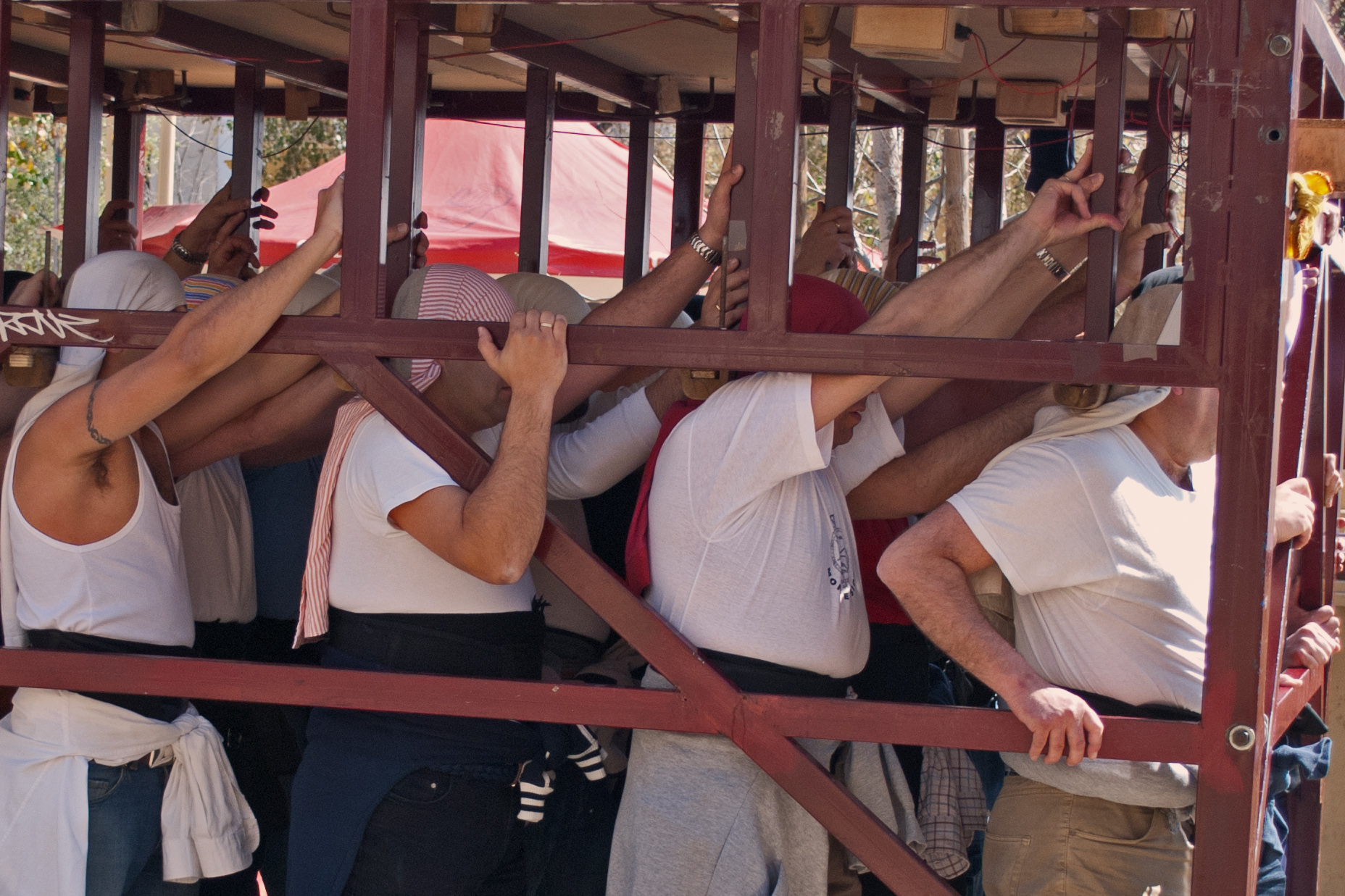
Fotografía de un ensayo de costaleros donde puede observarse como cada trabajadera descansa sobre los cuellos de los portadores protegidos por un costal (en otros casos, en su lugar, se utiliza la "molía").

Las trabajaderas o palos son travesaños (normalmente de madera) paralelos al suelo y situados dentro del cuerpo inferior de los pasos procesionales (formando parte de la estructura de sustentación de los mismos conocida como parihuela) por lo que no son visibles desde el exterior. Su finalidad es servir de punto de apoyo a los hombres y mujeres que portan los pasos.

## Tipos
Su empleo ha sido tradicionalmente más frecuente en los pasos de las procesiones andaluzas, existiendo en ellos al menos dos modalidades de trabajaderas:
- Las trabajaderas transversales, propias de los pasos portados por costaleros; en los mismos cada hombre coloca la región cervical bajo uno solo de los palos (que corren en paralelo al frontal y la trasera del paso) al tiempo que interpone entre cuello y palo una protección ceñida a la cabeza que recibe el nombre de costal y que sirve tanto para amortiguar las presiones de la carga como para distribuir uniformemente el peso de la misma. Este es el caso de los pasos en Sevilla, Jerez, Huelva, Córdoba, Granada y Almería. En cada paso la cantidad de este tipo de trabajaderas varía en función de las dimensiones del mismo, oscilando generalmente su número entre 6 y 9, y siendo cada una de ellas ocupada generalmente por entre cinco y seis costaleros. La estatura de estos es un factor crucial a la hora de decidir su ubicación en las trabajaderas, debiendo existir una cierta uniformidad de altura en cada una de ellas para evitar que el paso camine de forma inestable y que los costaleros soporten pesos diferentes. Por lo que respecta al conjunto del paso, los costaleros más altos suelen colocarse  en las trabajaderas delanteras y los más bajos en las traseras.[1][2]
- Las trabajaderas longitudinales, conocidas como "utreranas" o "granadinas" se utilizan en los pasos llevados por cargadores o portadores; en los mismos cada hombre introduce la cabeza entre dos palos que corren paralelos a los costeros del paso, haciendo que el peso cargue simulaneamente sobre los dos hombros, protegidos estos tan solo por las almohadillas que recubren la cara inferior de las trabajaderas. Esta es la forma tradicional de cargar los pasos en las hermandades de la ciudad de Utrera y de las diócesis de Jaén y Granada. La parihuela conformada por este tipo de trabajaderas suele tener entre tres y cinco pares de palos, y en cada uno de estos los portadores suelen ordenarse de mayor a menor estatura, cuidando al mismo tiempo que esta sea lo más uniforme posible entre los portadores que ocupan una misma posición en cada uno de los pares de trabajaderas.

Por su parte, hay otros lugares de Andalucía como en la ciudad de Málaga, donde los pasos (allí llamados tronos) no se cargan mediante trabajaderas, sino por medio de varales exteriores que descansan sobre uno solo de los hombros de sus portadores, que reciben el nombre de hombres de trono en Málaga y de horquilleros en otras localidades.